# Waldhof Mannheim
El SV Waldhof Mannheim es un club de fútbol alemán de la ciudad de Mannheim. Fue fundado en 1907 y juega en la tercera categoría del fútbol del país, la 3. Liga.

## Temporadas recientes
Estas son las temporadas del club desde 1999:
| Temporada | Liga                       | División | Posición |
| 1999–2000 | 2. Bundesliga              | II       | 12º      |
| 2000–01   | 2. Bundesliga              | II       | 4º       |
| 2001–02   | 2. Bundesliga              | II       | 9º       |
| 2002–03   | 2. Bundesliga              | II       | 18º ↓    |
| 2003–04   | Oberliga Baden-Württemberg | IV       | 3º       |
| 2004–05   | Oberliga Baden-Württemberg | IV       | 11º      |
| 2005–06   | Oberliga Baden-Württemberg | IV       | 8º       |
| 2006–07   | Oberliga Baden-Württemberg | IV       | 10º      |
| 2007–08   | Oberliga Baden-Württemberg | IV       | 3º ↑     |
| 2008–09   | Regionalliga Süd           | IV       | 4º       |
| 2009–10   | Regionalliga West          | IV       | 14º      |
| 2010–11   | Oberliga Baden-Württemberg | V        | 1º ↑     |
| 2011–12   | Regionalliga Süd           | IV       | 12º      |
| 2012–13   | Regionalliga Südwest       | IV       | 6º       |
| 2013–14   | Regionalliga Südwest       | IV       | 5º       |
| 2014–15   | Regionalliga Südwest       | IV       | 13º      |
| 2015-16   | Regionalliga Südwest       | IV       | 1º       |
| 2016-17   | Regionalliga Südwest       | IV       | 2º       |
| 2017-18   | Regionalliga Südwest       | IV       | 2º       |
| 2018-19   | Regionalliga Südwest       | IV       | 1º ↑     |
| 2019-20   | 3. Liga                    | III      | 9º       |
| 2020-21   | 3.Liga                     | III      | 8º       |
| 2021-22   | 3.Liga                     | III      | 5º       |

- Con la introducción de las Regionalligas en 1994 y de la 3. Liga en el 2008 como el nuevo tercer nivel por detrás de la 2. Bundesliga, Todas las ligas bajaron un nivel. En el 2012, las Regionalligas pasaron de 3 a 5, con todos los equipos de la Regionalliga Süd excepto los de Baviera ingresando a la nueva Regionalliga Südwest.

## Jugadores

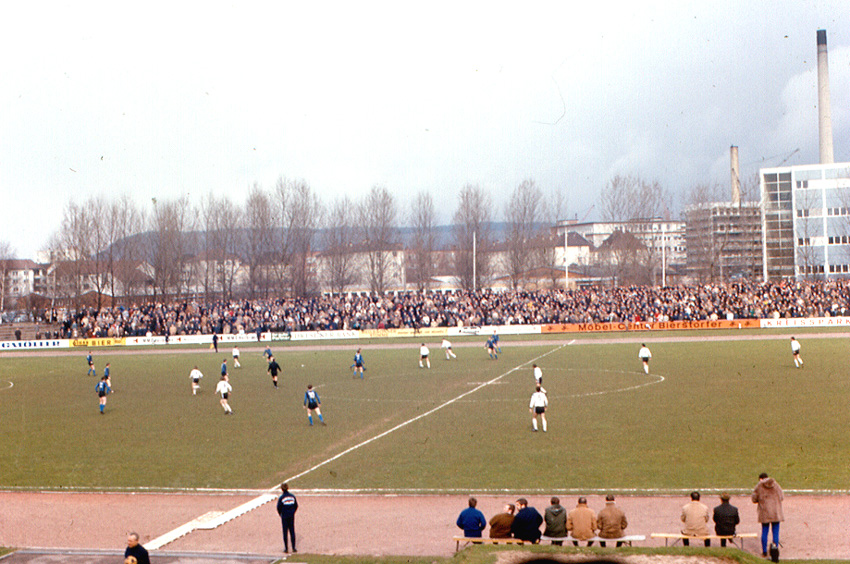
Partido contra el Heilbronn en 1970

## Palmarés
- Kreisliga Odenwald: 2 (I)

1920, 1921
- Bezirksliga Rhein: 1 (I)

1924
- Bezirksliga Rhein-Saar: 5 (Rhein division) (I)

1928, 1930, 1931, 1932, 1933
- Gauliga Baden (I)

1934, 1936, 1937, 1940, 1942
- 2. Bundesliga: 1 (II)

1983
- 2nd Oberliga Süd: 2 (II)

1958, 1960
- Amateurliga Nordbaden: 2 (III)

1971, 1972
- Regionalliga Südwest: 2 (IV)

2018, 2019
- Copa de Baden Norte: 2

1998, 1999